# Hawtai
Hawtai (officiellement Hawtai Motor Group) est une société de fabrication automobile chinoise basée à Pékin. avec des installations de production à Ordos, en Mongolie intérieure et à Rongcheng, dans le Shandong. En vendant des voitures et des SUV sous la marque Hawtai, de 2002 à 2010, la société avait une coentreprise ou une autre forme de coopération juridique avec Hyundai Motors qui fabriquait des voitures particulières de marque Hyundai pour le marché de la Chine continentale; Hawtai continue d'utiliser une partie de la technologie Hyundai aujourd'hui.
À la fin de 2010, sa capacité de production était de 350 000 unités par an. Ce qui distingue Hawtai des constructeurs automobiles privés chinois concurrents, c'est sa capacité de production de moteurs diesel. Se présentant comme une marque de véhicules propres, Hawtai est également un fournisseur de l'État chinois.

## Histoire
Fondé en 2000, Hawtai Motor Group est, en mai 2011, détenu par Zhang Xiugen, un entrepreneur chinois. Initialement produisant un SUV, une coopération de 2002 avec Hyundai lui a permis de fabriquer des SUV de marque Hyundai à partir de 2003, qu'il a également commencé à vendre sous sa propre marque en 2004, Seuls les moteurs peuvent avoir différencié ces offres de marque Hawtai[réf. nécessaire]. La société a ajouté des berlines à sa gamme de produits en 2010.

## Modèle de véhicules
Hawtai produit actuellement les véhicules suivants:
EV: 
- Shengdafei 2 XEV360
- Shengdafei 5 XEV260
- Shengdafei 5 XEV480
- Shengdafei 7 XEV520
- Lusheng S1 iEV360
- Lusheng S1 EV160B
- Lusheng S1 EV160R
- Lusheng S5 iEV230

ICE: 
- Shengdafei 5
- Shengdafei 7
- Lusheng S5

Historique: 
- B11 (1,8 et 2,0 litres)
- Shengdafei (1.8 and 2.0 litre)
- Terracan (2.4 litre)

|            |
| Hawtai B11 |

|            |
| Hawtai E70 |

|                     |
| Hawtai Bolgheri B35 |

|                  |
| Hawtai Shendafei |

|                         |
| Hawtai Terracan (China) |

- B21 / E70 (Mitsubishi 4G63 et 4G94D de 2 L, turbocompressé de 1,5 L) [9]
- Bolgheri (1,8 et 2,0 litres)
- Shengdafei (1,8 et 2,0 litres)
- Terracan (2,4 litres)

## Ventes
Un total de 28 812 voitures particulières Hawtai ont été vendues en Chine en 2013, ce qui en fait la 50e marque automobile la plus vendue dans le pays cette année-là (et la 30e marque chinoise la plus vendue).

### Exportations
La société a exporté vers l'Angola, l'Asie du Sud-Est et un ou plusieurs pays de la CEI, un regroupement d'anciens États du bloc soviétique. Hawtai a pris contact avec au moins un assembleur automobile russe, Derways, dans le but de lancer les ventes de CKD, et a également exploré la possibilité d'assemblage automobile dans une zone de libre-échange bientôt opérationnelle à Valence, en Espagne, en signant un protocole d'accord avec un maire espagnol.